# Évrard de Béthune
Pour les articles homonymes, voir Bethune.
Éberard de Béthune (également connu sous les noms d'Évrard de Béthune, Éverard de Béthune, Ebrardus Bethuniensis ou Bithuniensis, Eberhardus Bethuniensis, Eberard, Ebrard, Ebrad ; mort en 1212) fut un grammairien flamand du début XIIIe siècle, d'Arras.

## Biographie et œuvres
Il est l'auteur de Graecismus, un poème grammatical latin populaire, publié vers 1212. Le nom vient d'une courte section sur la langue grecque. Son Laborintus est « un traité élaboré et critique sur la poésie et la pédagogie » ; il est également connu sous le nom de De Miseriis Rectorum Scholarum.
Il s'est également activement engagé contre les vaudois et a écrit un livre Liber Antihaeresis (vers 1210) contre eux. Il est cité dans le Miroir des Martyrs et le Livre des Martyrs de Foxe quant à l'histoire ancienne des vaudois.